# أضخم جاموس في العالم
أضخم جاموس بالعالم، هو أكبرنصب تذكاري نحت عام 1959 صممه إلمر بيترسن أستاذ الفنون والنحت في كلية جيمستاون بناء عل طلب من رجل الأعمال هارولد نيومان، ويقع النصب التذكاري في جيمستاون، داكوتا الشمالية في قرية فرونتير. ويمكن رؤيته من الطريق السريع 94 ، ويطل على المدينة من فوق وادي نهر جيمس. يعد التمثال نقطة جذب سياحي مهمة لجيمستاون ومصدر لقبه مدينة بوفالو.

## مواصفاته
يبلغ طول التمثال 26 قدماً وطوله 46 قدماً ويزن 60 طنًا. تم تشييده من الجص والأسمنت حول إطار شعاع فولاذي على شكل شبكة سلكية. بلغت تكلفة البناء النهائية حوالي ثمانية الاف وخمسمائة دولار أمريكي وتمت إضافة البلاطة الخرسانية التي تقع تحت التمثال لاحقًا.

## تاريخه
عندما شيد التمثال وضع بمفرده على تل جنوب جيمستاون. ولكن في منتصف الستينيات بدأت المدينة في توسيع الموقع من خلال نقل عدد صغير من المباني التاريخية في محاولة لإعادة مظهر البلدة الصغيرة. وبعد عدة سنوات شهدت المنطقة تطوراً عمرانياً وأماكن جذب سياحية منها متحف بوفالو الوطني ومع ذلك ظل تمثال الجاموس عامل الجذب المميز في المنطقة.
في عام 2007 تلقت مدينة جيمس تاون منحة قدرها 16500 دولار من برنامج Save-A-Landmark لتجديد الجاموس. فتمت إعادة طلاء الجاموس ليبدو أكثر واقعية ولتكبير القرون، أشرف المصمم الأصلي إلمر بيترسن مباشرة على أعمال التجديد في 24 يوليو 2010، وتم تسميته "داكوتا ثاندر" بعد مسابقة جذبت أكثر من 3500 مشاركة.